# Temporada de huracanes del Pacífico de 2003
La temporada de huracanes del Pacífico de 2003 llevó un número inusual de ciclones tropicales a México. Los más importantes de la temporada fueron el huracán Ignacio y el huracán Marty, que mataron a 2 y 12 personas respectivamente, causando 70 millones de dólares de pérdidas. Otras tres tormentas, dos de ellas huracanes, y tres huracanes del Atlántico tuvieron impacto directo en México. El otro ciclón notable fue el Huracán Jimena, que pasó al sur de las islas Hawái, el primer huracán que afecta a las islas desde hacía mucho tiempo.
La temporada comenzó oficialmente el 15 de mayo de 2003, en el océano Pacífico oriental y el 1 de junio de 2003 en el Pacífico central, terminando el 30 de noviembre del mismo año. Estas fechas delimitan el periodo del año en que se forman la mayoría de ciclones tropicales en el noreste del océano Pacífico. La temporada culminó con 16 tormentas tropicales, lo que es superior a la media. Sin embargo, esta temporada fue la primera desde 1977 en el que no hubo sistemas que se convirtieran en huracanes de categoría 3 o mayor, según la Escala de huracanes de Saffir-Simpson.

## Resumen de la temporada

### Predicciones antes de la temporada
El 12 de junio de 2003 el Centro Nacional de Huracanes publicó una predicción para la temporada de huracanes en el Pacífico oriental de 2003. Esta fue la primera vez que se hizo una predicción para la zona. Los científicos predijeron un 50% de probabilidades de que hubiese una actividad por debajo de lo normal debido a que se esperaba que se desarrollase el fenómeno La Niña. El fenómeno La Niña suele limitar el desarrollo de ciclones tropicales en el noreste del pacífico, mientras que en el Atlántico ocurre lo contrario.
El 19 de mayo de 2003, el Instituto Nacional de Huracanes publicó su predicción para la temporada del Pacífico central. En ella se desprendía que la actividad sería más baja de lo normal, debido también a la actividad del fenómeno La Niña.

### Actividad durante la temporada
Se dieron 16 nombres a tormentas tropicales y a 7 huracanes durante 2003, número similar al que se da en temporadas largas. Sin embargo no hubo grandes huracanes (de categoría 3 o mayor en la Escala de huracanes de Saffir-Simpson); La primera vez que ha ocurrido en el pacífico oriental desde 1977, estando por debajo de la media de 4 dentro de las temporadas largas. El primer huracán, el huracán Ignacio, se formó el 24 de agosto. Esta es la formación de un huracán en el Pacífico oriental más tardía desde que comenzó la observación por satélite en 1966.

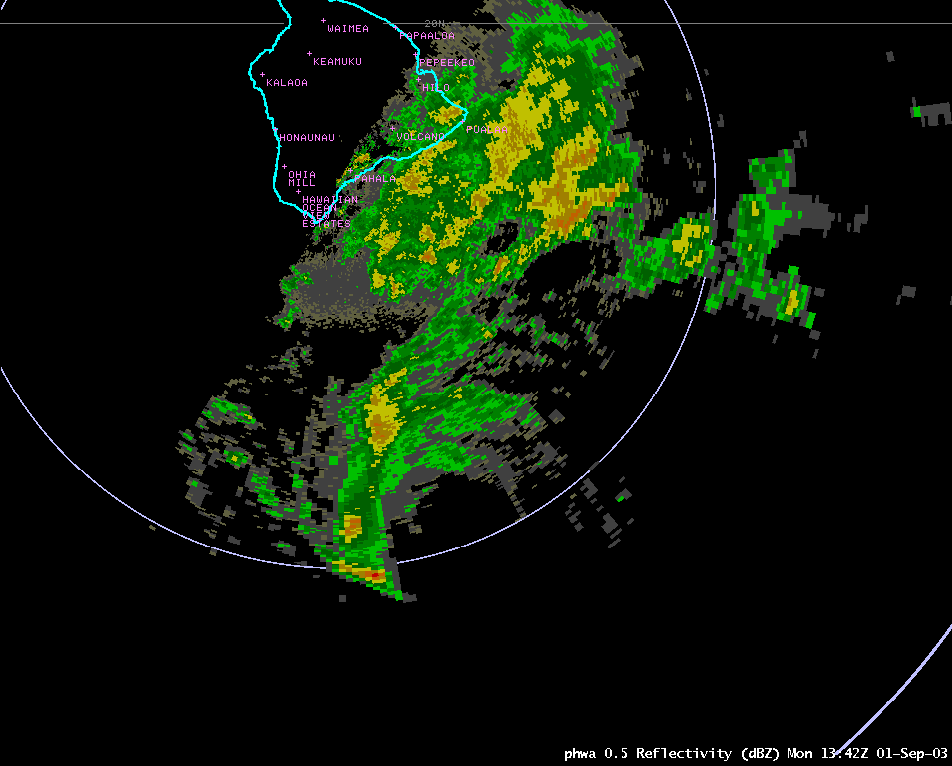
El Huracán Jimena pasando al sur de Hawái.

Pese a que la actividad total estaba por debajo del promedio normal, hubo una inusual llegada a tierra en México. Un total de 8 ciclones tropicales del Pacífico y Atlántico tuvieron impacto directo en México en 2003, aunque en 1971 llegaron 9. El promedio anual es sin embargo de 4,2. Cinco tormentas del Pacífico impactaron en México, de los cuales el huracán Ignacio y el huracán Marty lo hicieron en el Estado de Baja California. Otras dos tormentas llegaron a México en forma de tormentas tropicales y otras tres como depresiones tropicales. Tres tormentas llegan a México en un corto espacio de tiempo, el Huracán Nora y el Huracán Olaf y la tormenta tropical Larry del Atlántico. Como resultado de las inundaciones causadas se declararon zonas catastróficas en 14 Estados.
La actividad en el Pacífico central fue inferior a lo normal, con una sola depresión tropical y un huracán que entró en la cuenca desde el Pacífico oriental. Además, la tormenta tropical Guillermo, se paró justo al este de donde termina la responsabilidad del Centro de Huracanes del Pacífico Central. Aunque la actividad fue baja como regla general, el Huracán Jimena se acercó a las islas Hawái algo que no ocurría desde hacía mucho tiempo. Se creó un servicio de vigilancia y alerta para la isla de Hawái aunque el huracán pasó al sur de la isla sin tocarla. No obstante el huracán se dejó sentir en forma de fuertes mareas y lluvias.

## Tormentas

### Tormenta tropical Andrés
Una onda tropical se convirtió en depresión tropical el 19 de mayo al sur de México, moviéndose hacia el oeste. Se convirtió en tormenta tropical al día siguiente antes de llegar a su cota máxima con vientos de 95 km/h. El 25 de mayo la reducción de la temperatura del agua debilitó a Andrés y se convirtió en una depresión tropical disipándose poco después. La tormenta no se aproximó a la tierra.
- Archivo del Instituto Nacional de Huracanes sobre la tormenta tropical Andrés.

### Tormenta tropical Blanca
Cuando una ola tropical entró en contacto con otra alteración cerca de la costa sur occidental mexicana se creó una depresión tropical el 17 de junio. La tormenta fue ganando fuerza y se convirtió en la tormenta tropical Blanca 12 horas después. Se fue desplazando hacia el oeste y alcanzó su cota máxima el 18 de junio, con vientos de 95 km/h. Aunque en blanca nunca se formó un ojo en su cota máxima se podía observar un anillo de convección. Bajo la influencia de una fuerte corriente del sureste, Blanca empezó a debilitarse y a moverse de forma errática. La tormenta se mantuvo débil desde el 22 de junio y desapareció cuatro días más tarde. No hubo efectos de Blanca en la tierra.
- Archivo del Instituto Nacional de Huracanes sobre la tormenta tropical Blanca .

### Tormenta tropical Carlos
Una ola tropical formó la depresión tropical tres-E en la costa de México el 26 de junio. Se emitieron avisos de huracán en la costa mexicana y el sistema enseguida se fortaleció para convertirse en la tormenta tropical Carlos. La tormenta tocó tierra alcanzando su cota máxima de 100 km/h, al oeste de Puerto Escondido en el Estado de Oaxaca. La tormenta se debilitó rápidamente ya que su circulación fue interrumpida por el terreno montañoso, la depresión tropical que quedó se desplazó al mar para disiparse ahí el 29 de junio. No hubo daños serios pero 44 comunidades costeras de Oaxaca sufrieron pequeñas inundaciones y cortes de energía.
- Archivo del Instituto Nacional de Huracanes sobre la Tormenta Tropical Carlos.

### Tormenta tropical Dolores
La convención generada en un área de bajas presiones creó una ola tropical que se desplazó hacia el oeste. La alteración convirtió en la depresión tropical cuatro-E el 6 de julio, al suroeste de la península de Baja California. Enseguida se convirtió en la tormenta tropical Dolores moviéndose hacia el noroeste y alcanzando su cota máxima como una pequeña tormenta tropical con vientos máximos de 65 km/h. Sin embargo, el viento tuvo un efecto adverso en Dolores, que se debilitó y se volvió a convertir en una depresión 12 horas después de haberse creado la tormenta tropical. La porción del noroeste se colocó encima de aguas frías disipándose el 9 de julio.
- Archivo del Instituto Nacional de Huracanes sobre la tormenta tropical Dolores

### Tormenta tropical Enrique
El 10 de julio, una ola tropical se convirtió en la depresión tropical Cinco-E. La tormenta se organizó y recibió el nombre de tormenta tropical Enrique al día siguiente, en una latitud inusualmente alta. La tormenta continuó fortaleciéndose y se llegó a predecir que se convertiría en huracán. Esto no ocurrió ya que la cota máxima de la tormenta fueron vientos de 100 km/h. Mantuvo su fuerza antes de moverse sobre aguas frías el 21 de julio. Debido a la temperatura baja del agua, Enrique se debilitó rápidamente. La tormenta se volvió débil el 13 de julio y continuó moviéndose hacia el oeste para disiparse tres días más tarde. Enrique no tuvo efectos en tierra, pero 2 barcos anunciaron que los vientos tenían fuerza de tormenta tropical.
- Archivo del Instituto Nacional de Huracanes sobre la tormenta tropical Enrique

### Tormenta tropical Felicia
Una ola tropical pasó por América Central el 12 de julio y comenzó a organizarse dos días más tarde. Se convirtió en depresión tropical el 17 de julio y continuó moviéndose hacia el oeste. La depresión se convirtió en la tormenta tropical Felicia al día siguiente y el Instituto Nacional de Huracanes predijo que se convertiría en un pequeño huracán. Sin embargo, la tormenta se mantuvo desorganizada y la cota máxima fueron vientos de 85 km/h el 18 de julio. La tormenta se fue debilitando gradualmente, convirtiéndose en depresión tropical el 20 de julio. El 24 de julio se disipó al este de Hawái. Felicia no tuvo efectos en tierra.
- Archivo del Instituto Nacional de Huracanes sobre la tormenta tropical Felicia.

### Tormenta tropical Guillermo
El 6 de agosto se creó una ola tropical, aislándose la convección de una superficie de bajas presiones de la convección de la ola. La circulación del sistema se definió en la depresión tropical Siete-E que se creó al día siguiente. Aunque se predijo que la depresión se disiparía rápidamente, se fue organizando y moviendo al oeste. El 8 de agosto se convirtió en la tormenta tropical Guillermo y alcanzó su cota máxima de vientos de 95 km/h). Mantuvo su fuerza durante todo el día, hasta que la formación de la tormenta tropical Hilda interrumpió su convección. El 13 de agosto se disipó completamente.
- Archivo del Instituto Nacional de Huracanes sobre la tormenta tropical Guillermo
- Informe del Centro de Huracanes del Pacífico Central sobre la tormenta tropical Guillermo

### Tormenta tropical Hilda
Una ola tropical desarrolló una persistente actividad tormentosa el 5 de agosto, organizándose rápidamente para convertirse en la depresión tropical Ocho-E, al sur del Cabo San Lucas. El Instituto Nacional de Huracanes predijo que se convertiría en un huracán. La depresión se convirtió en la tormenta tropical Hilda el 10 de agosto, pero no se volvió más fuerte y los vientos máximos fueron de 65 km/h. Se fue debilitando mientras se movía al oeste y se disipó el 13 de agosto sin haberse acercado a tierra firme.
- Archivo del Instituto Nacional de Huracane sobre la tormenta tropical Hilda

### Depresión tropical Uno-C
El único ciclón tropical que se formó en el Pacífico central durante 2003 se desarrolló el 15 de agosto, como resultado de la interacción de los restos de la Tormenta tropical Guillermo y un área de bajas presiones. La depresión no se pudo desarrollar y fue yendo hacia el oeste. El 17 de agosto, los remanentes se disiparon, pasando por el Atolón Johnston antes de cruzar la Línea internacional de cambio de fecha el 20 de agosto. La tormenta tuvo efectos mínimos en el tiempo de las Hawái.
- Resumen del Centro de Huracanes del Pacífico Central sobre la depresión tropical Una-C.

### Huracán Ignacio
Una ola tropical se desarrolló en una zona de tiempo inestable al sur del puerto mexicano de Manzanillo el 22 de agosto y se fue moviendo gradualmente hacia el noroeste. Se convirtió en la depresión tropical Nueve-E en la costa de cabo Corrientes, en el estado de Jalisco dos días después, bajo la influencia de condiciones atmosféricas favorables fue adquiriendo fuerza. Se le denominó tormenta tropical Ignacio el 25 de agosto, antes de alcanzar su cota máxima de 165 km/h. Pasó a considerarse huracán el 26 de agosto. Ignacio penetró en el golfo de California antes de tocar tierra en La Paz, Baja California Sur. En tierra se fue debilitando y se disipó el 28 de agosto sobre Baja California.
Debido al lento movimiento de la tormenta, las lluvias fueron abundantes y las inundaciones severas, causando Ignacio unas pérdidas valoradas en 21 millones de dólares. Dos miembros de los servicios de rescate se ahogaron en las inundaciones causadas por la tormenta y unas diez mil personas tuvieron que ser evacuadas a refugios.
- Archivo del Instituto Nacional de Huracanes sobre el huracán Ignacio

### Huracán Jimena
El 28 de agosto, un área de tiempo inestable dentro de la zona de convergencia intertropical desarrolló la depresión tropical Diez-E, a unos 2.775 kilómetros al este de Hawái. La tormenta ganó fuerza rápidamente debido a que se encontraba sobre aguas cálidas. El 29 de agosto, se convirtió en el huracán Jimena. La tormenta continuó hacia el oeste entrando en el Pacífico central. Después de llegar a su cota máxima, con vientos de 165 km/h, a 1.300 km al este de Hawái, comenzó a debilitarse. La tormenta pasó a unos 195 kilómetros de la isla de Hawái, en el archipiélago homónimo, justo después de perder la fuerza de un huracán. La tormenta se desplazó luego al oeste, al sur del archipiélago, convirtiéndose en una depresión tropical el 3 de septiembre. Cruzó la Línea internacional de cambio de fecha y se disipó el día 5 de septiembre. La tormenta produjo precipitaciones de entre 150-250 mm por 3,3 metros cuadrados. También hubo vientos de fuerza de tormenta tropical en varias islas del archipiélago.
- Archivo del Instituto Nacional de Huracanes sobre el huracán Jimena

### Tormenta tropical Kevin
Un gran área de bajas presiones dentro de una ola tropical se fue organizando poco a poco hasta convertirse en la depresión tropical Once-E el día 3 de septiembre, al sur de la costa de Baja California. Al día siguiente, el 4 de septiembre, se convirtió en tormenta tropical. No obstante, 6 horas más tarde volvió a la categoría de depresión tropical. El 6 de septiembre el sistema degeneró en una zona de bajas presiones no convectiva. La tormenta tropical Kevin no produjo efectos en tierra.
- Archivo del Instituto Nacional de Huracanes sobre la tormenta tropical Kevin

### Huracán Linda
La convección comenzó a aumentar dentro de una ola tropical el 9 de septiembre y un par de días más tarde, el 12 de septiembre se formó la depresión tropical Doce-E, al sureste de puerto mexicano de Manzanillo. El ciclón se movió hacia el noroeste, convirtiéndose en tormenta tropical el 14 de septiembre, antes de alcanzar su cota máxima, como huracán de categoría 1, con vientos de 120 km/h. El Instituto Nacional de Huracanes predijo que iba a coger mayor fuerza. Pero esto no ocurrió, Linda se debilitó y se convirtió en tormenta tropical doce horas después de convertirse en huracán, terminando como depresión tropical el 17 de septiembre. Los restos se mantuvieron débiles y se disiparon definitivamente el 27 de septiembre. No hubo ningún informe sobre efectos de esta tormenta.
- Archivo del Instituto Nacional de Huracanes sobre el huracán Linda.

### Huracán Marty
Una ola tropical se movió hacia el océano Pacífico el 10 de septiembre, y la convección asociada a ella aumentó gradualmente. El 16 de septiembre, mientras el sistema se encontraba al sureste del Cabo San Lucas, se organizó formando la depresión tropical Trece-E. La depresión fue ganando fuerza al llegar a la costa de la península de Baja California, convirtiéndose en una tormenta tropical el 19 de septiembre y en huracán dos días más tarde. El huracán Marty alcanzó su cota máxima el 22 de septiembre, con vientos de 155 km/h. Después de moverse por la punta meridional de la península, se desplazó a la costa oeste del golfo de California, debilitándose poco a poco. La tormenta se convirtió en depresión tropical el 23 de septiembre y se disipó dos días más tarde.
El Huracán Mary fue el que produjo daños más severos de la temporada. 12 muertos y 8 heridos fueron las consecuencias humanas del huracán. Se destruyeron unas 4 mil viviendas. Trajo fuertes lluvias a la región y algunas de ellas afectaron al suroeste de los Estados Unidos. inundaciones de hasta 1.5 meter de agua en la zona de La Paz, Baja California Sur, se hundieron 35 yates en varios puertos. Marty fue también el huracán que produjo más pérdidas de toda la temporada, con unos daños valorados en 50 millones de dólares en la zona occidental de México.
- Archivo del Instituto Nacional de Huracanes sobre el huracán Marty

### Huracán Nora
Una ola tropical se movió por Centroamérica el 25 de septiembre, desplazándose de forma paralela a la costa meridional mexicana. Se fue organizando y el 1 de octubre se convirtió en la depresión tropical Catorce-E al sur de la Península de Baja California. Continuó ganando fuerza mientras se desplazaba al noroeste, convirtiéndose en tormenta tropical al día siguiente. El 4 de octubre se convirtió en huracán, alcanzando su cota máxima con vientos de 165 km/h. Nora giró hacia el este y comenzó a debilitarse debido al sistema que luego se convertiría en el huracán Olaf. El ciclón se debilitó rápidamente al llegar a tierra, al norte de Mazatlán el 9 de septiembre. El huracán Nora fue el sistema más intenso de la temporada, trayendo fuertes lluvias al estado de Sinaloa, pero no hubo ningún daño significativo.
- Archivo del Instituto Nacional de Huracanes sobre el huracán Nora.

### Huracán Olaf
Una ola tropical se fue organizando el 2 de octubre al sureste de Acapulco, convirtiéndose en la depresión tropical Quince-E al día siguiente. La depresión ganó fuerza convirtiéndose en la tormenta tropical Olaf seis horas después de su formación. Olaf alcanzó su cota máxima como huracán con vientos de 120 km/h el 5 de octubre. La tormenta se desorganizó enseguida, manteniéndose sólo unas horas como huracán, antes de aproximarse a la costa mexicana. Tocó tierra cerca de Manzanillo el 7 de octubre disipándose poco después. La tormenta causó inundaciones severas en los Estados de Jalisco y Guanajuato, causando daños en plantaciones, casas y carreteras. No hubo desgracias personales.
- Archivo del Instituto Nacional de Huracanes sobre el huracán Olaf

### Huracán Patricia
El 20 de octubre la convección asociada con una ola tropical se fue organizando y se creó la depresión tropical Dieciséis-E, al sur de Acapulco. Poco después se convirtió en la tormenta tropical Patricia alcanzando fuerza de huracán el 21 de octubre mientras se iba dirigiendo al oeste. 12 horas después, la fuerza del viento aumentó hasta los 130 km/h y el Instituto Nacional de Huracanes predijo un reforzamiento. Sin embargo, el 22 de octubre, Patricia comenzó a debilitarse dejando de ser huracán. La tormenta se debilitó hasta convertirse en una depresión el 25 de octubre y se disipó al día siguiente, dando por terminada la temporada. El huracán Patricia no tuvo efectos en tierra.
- Archivo del Instituto Nacional de Huracanes sobre el huracán Patricia.

## Lista de energía acumulada por cada ciclón
| ACE (104 kt2) – Tormenta | ACE (104 kt2) – Tormenta | ACE (104 kt2) – Tormenta | ACE (104 kt2) – Tormenta | ACE (104 kt2) – Tormenta | ACE (104 kt2) – Tormenta |
| ------------------------ | ------------------------ | ------------------------ | ------------------------ | ------------------------ | ------------------------ |
| 1                        | 9.28                     | Jimena                   | 9                        | 2.68                     | Guillermo                |
| 2                        | 8.80                     | Nora                     | 10                       | 2.20                     | Blanca                   |
| 3                        | 6.71                     | Ignacio                  | 11                       | 2.15                     | Enrique                  |
| 4                        | 6.11                     | Marty                    | 12                       | 1.21                     | Felicia                  |
| 5                        | 4.50                     | Patricia                 | 13                       | 0.858                    | Hilda                    |
| 6                        | 4.12                     | Andrés                   | 14                       | 0.830                    | Carlos                   |
| 7                        | 4.05                     | Olaf                     | 15                       | 0.245                    | Dolores                  |
| 8                        | 2.78                     | Linda                    | 16                       | 0.123                    | Kevin                    |

La tabla de la derecha muestra la energía de ciclón acumulada para cada tormenta de la temporada. El total de energía de la temporada 2003 fue 56.6 x 104 kt2, convirtiéndola en una de las menos activas desde 1980. La energía de ciclón acumulada es una medida de la fuerza de la tormenta multiplicada por el tiempo que existió, así que los huracanes que se mantienen más tiempo poseerán un nivel de energía mayor.
El huracán Jimena posee el mayor índice de energía de la temporada, con un total de 9.28 x 104 kt2. De este total, Jimena poseía un índice de 3.265 x 104 kt2 en el Pacífico oriental y 6.015 x 104 kt2 en el Pacífico central. Esto significa que mientras que Jimena tuvo el mayor índice de energía de la temporada, sólo se mantiene en la posición 7ª del ranking del Pacífico oriental, siendo Nora la primera de la lista en esa cuenca.
Como el huracán Jimena fue el único que se desarrolló en el Pacífico Central, el índice de energía de ciclón acumulado fue 6.015 x 104 kt2, mientras que el total del Pacífico oriental fue 50.6 x 104 kt2.
Fuente:

## Nombres de tormentas
La siguiente lista fue la usada para nombrar a las tormentas que se generaron en el Pacífico oriental en 2003. La Organización Meteorológica Mundial no eliminó ningún nombre de esta lista, que por lo tanto será usada en la temporada de 2009. Es la misma lista que se usó en la temporada de 1997 aunque se incorporó Patricia para sustituir a Pauline. La primera vez que una tormenta recibió el nombre Patricia fue en 2003. No se usaron nombres del Pacífico Central; el primero hubiera sido Ioke. Los nombres que no se usaron están marcados en gris.
| - Andrés - Blanca - Carlos - Dolores - Enrique - Felicia - Guillermo - Hilda | - Ignacio - Jimena - Kevin - Linda - Marty - Nora - Olaf - Patricia | - Rick (sin usar) - Sandra (sin usar) - Terry (sin usar) - Vivian (sin usar) - Waldo (sin usar) - Xina (sin usar) - York (sin usar) - Zelda (sin usar) |